# Rudná pod Pradědem

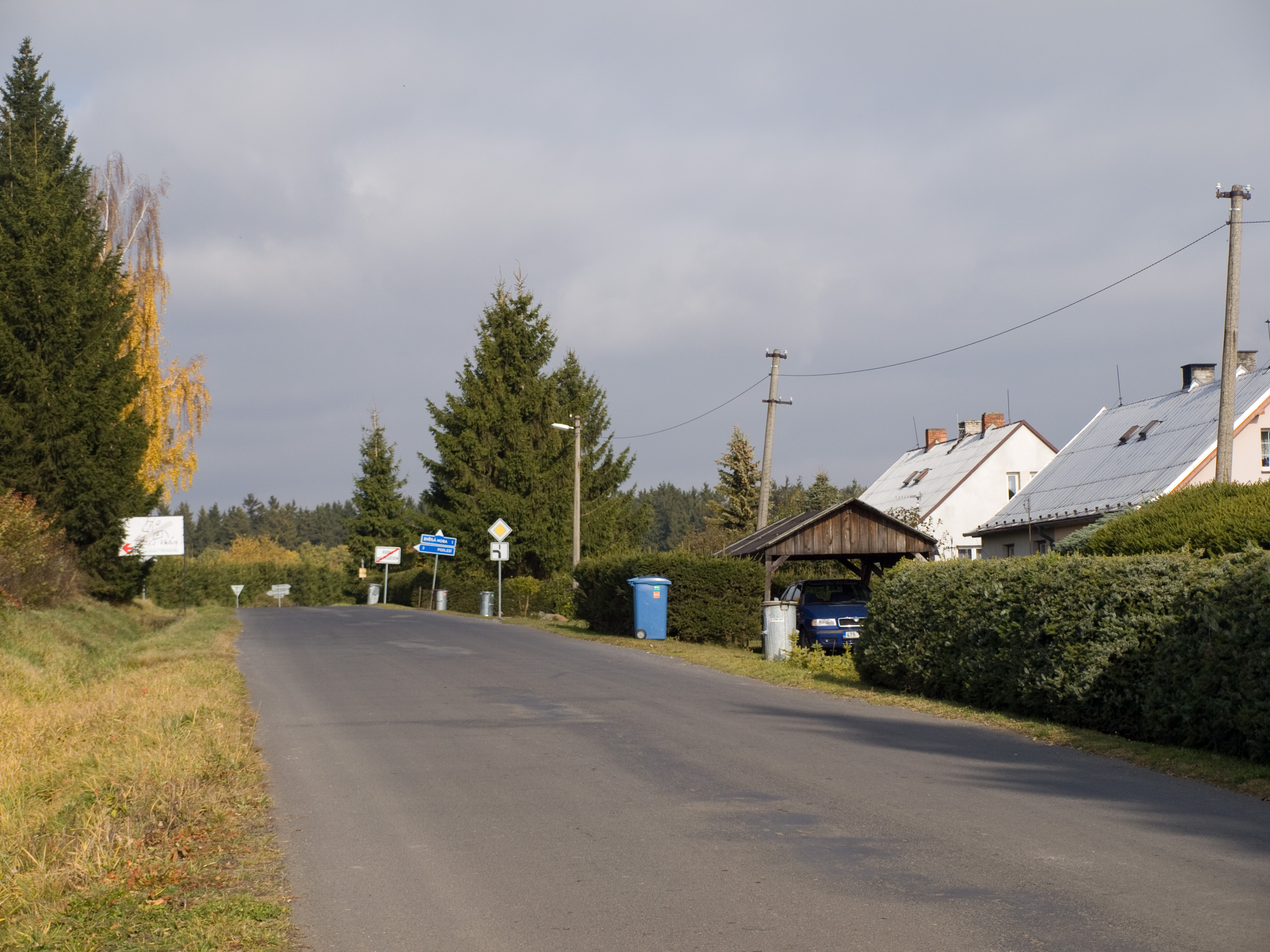
Dorfstraße in Stará Rudná

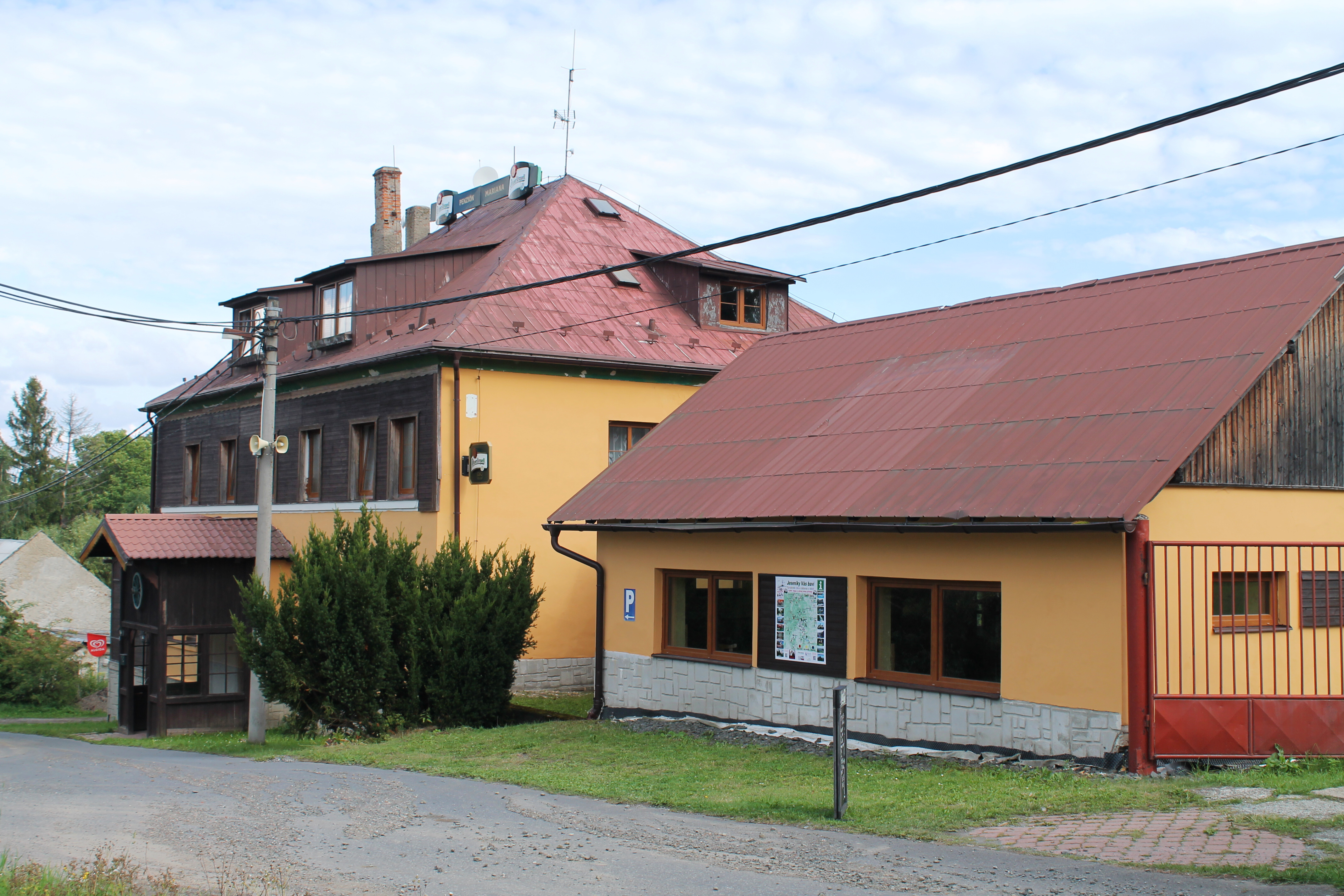
Gaststätte in Nová Rudná

Rudná pod Pradědem (deutsch Vogelseifen) ist eine Gemeinde in Tschechien. Sie liegt elf Kilometer nordwestlich von Bruntál (Freudenthal) und gehört zum Okres Bruntál. Die Gemeinde entstand im Jahre 1950 durch Zusammenschluss von Stará Rudná (Alt Vogelseifen) und Nová Rudná (Neu Vogelseifen); 1990 wurde sie wiedererrichtet.

## Geographie
Rudná pod Pradědem erstreckt sich auf einer Länge von fünf Kilometern entlang des Baches Rudný potok im Niederen Gesenke (Nízký Jeseník). Nördlich erheben sich die Strážiště (Hutstein, 738 m n.m.), der Nad Podlesím (752 m n.m.) und der Stříbrný kopec (Silberberg, 706 m n.m.), im Süden der Na kopci (721 m n.m.), südwestlich der Seifenberg (792 m n.m.) und die Čertova hora (Teufelsberg, 825 m n.m.), im Westen der Solný vrch (Salzberg, 819 m n.m.) und der Nad Rychtou (762 m n.m.) sowie nordwestlich der Skalisko (Trampusfels, 797 m n.m.). Durch die Gemeinde führt die Staatsstraße II/450 zwischen Bruntál und Malá Morávka (Klein Mohrau). Westlich und nördlich verläuft die Bahnstrecke Bruntál–Malá Morávka, an der sich beim Ortsteil Nová Rudná die Bahnstation Rudná pod Pradědem zastávka befindet. Ein weiterer Haltepunkt mit dem Namen Rudná pod Pradědem liegt nordöstlich – außerhalb des Gemeindegebiets – am südlichen Ortsausgang von Světlá (Lichtewerden). Die nördlich der Bahnstrecke gelegenen Gemeindefluren sind Teil des Landschaftsschutzgebietes Jeseníky. Das im nordwestlichsten Teil des Gemeindegebiets gelegene Naturdenkmal Morgenland gehört größtenteils zur Gemarkung Nová Rudná mit einem geringen Anteil an der Gemarkung Malá Morávka.

### Nachbargemeinden
| Malá Morávka | Světlá Hora                                 | Světlá Hora |
| Malá Morávka | Kompassrose, die auf Nachbargemeinden zeigt | Staré Město |
| Malá Morávka | Václavov                                    | Staré Město |

## Geschichte
„Fogylssaif“ (Stará Rudná) wurde wahrscheinlich um 1260 im Zuge der Kolonisation der Gegend unter Bischof Bruno von Schauenburg gegründet, nachdem am Černý potok Goldseifen entdeckt worden waren. Es wird angenommen, dass die ersten Siedler Seifner und Bergleute waren und der Ort wenig später zu einem Waldhufendorf ausgebaut wurde. Im Jahre 1270 wurde Fogylssaif mit seinen Bergwerken und Goldwäschereien unter den Besitzungen des Klosters Velehrad im Herzogtum Troppau aufgeführt. Nach der Ortschronik soll zudem im Mährischen Landesarchiv Brünn eine Urkunde aus dem Jahre 1280 über die Bergwerke existieren. 1377 wurde Fogelseiffe Teil des neu gebildeten Teilherzogtums Freudenthal. Im selben Jahr erwarb Kunil von Sternberg das Gut vom Stift Velehrad als Lehn, ließ es in der Jägerndorfer Landtafel eintragen und nannte sich Kunil von Fogelssaif. Zum weiteren Ausbau der Bergwerke und Goldwäschen rief er Bergleute aus dem Glatzer Land und der Gegend von Gottesberg ins Land. Um 1400 hatte der Vogelseifener Bergbau seine Blütezeit erreicht. Nachdem das Gut 1402 mit allem Zubehör in den direkten Besitz des Jägerndorfer Herzogs gelangt war, begann der Niedergang der Bergwerke und Goldwäschen. Im Zuge der Teilung des Herzogtums Jägerndorf zwischen den Brüdern Johann II. von Troppau und Nikolaus IV. von Freudenthal vom 1. Oktober 1404 behielt Herzog Johann II. die östliche Hälfte der Stadt Freudenthal sowie die Dörfer Fogilseyffen, Dürrseifen, Spillendorf, Messendorf, Stohl und Kotzendorf. Im Jahre 1445 erwarb Heinrich von Würben auf Goldenstein die Gegend von Freudenthal, einschließlich Vogelseifen, zunächst als Pfandbesitz, später auch eigentümlich. Nach 1562 entstand im Tal oberhalb von Vogelseifen ein weiteres Dorf; urkundlich nachweisbar ist es erstmals 1592 unter dem Namen Newfogelseiffen. Wegen der Beteiligung des Johann von Würben und Freudenthal am Böhmischen Ständeaufstand von 1618 wurde die Herrschaft Freudenthal nach der Schlacht am Weißen Berg konfisziert und an den Deutschen Orden verkauft. Seit 1638 wurden in Alt Vogelseifen Kirchenbücher geführt.
Nach der Aufhebung der Patrimonialherrschaften bildeten Alt Vogelseifen und Neu Vogelseifen ab 1849 zwei Gemeinden im Gerichtsbezirk Freudenthal. 1868 wurden beide Gemeinden dem Bezirk Freudenthal zugeordnet. Nach dem Zusammenbruch der k.k. Monarchie wurden sie 1918 Teil der neu gebildeten Tschechoslowakei und 1938 in Folge des Münchner Abkommens dem Deutschen Reich zugesprochen. Sowohl Alt Vogelseifen als auch Neu Vogelseifen gehörten bis 1945 zum Landkreis Freudenthal. Nach dem Ende des Zweiten Weltkrieges wurden Starý Vogelzejf und Nový Vogelzejf wieder Teil der Tschechoslowakei; der größte Teil der deutschsprachigen Bevölkerung wurde vertrieben. Im Jahre 1947 wurden beide Gemeinden umbenannt: Starý Vogelzejf in Stará Rudná und Nový Vogelzejf in Nová Rudná.
Zum 1. Januar 1950 erfolgte der Zusammenschluss von Stará Rudná und Nová Rudná zu einer Gemeinde Rudná pod Pradědem. 1950 lebten in den 79 Häusern der Gemeinde Rudná pod Pradědem 434 Personen. Im Jahre 1962 erfolgte die Eingemeindung von Podlesí. 1970 bestand die Gemeinde aus 94 Häusern und hatte 519 Einwohner. Am 1. Januar 1980 wurde die Gemeinde Rudná pod Pradědem aufgelöst und ihre drei Ortsteile nach Světlá Hora eingemeindet. Nach der Samtenen Revolution 1989 lösten sich Stará Rudná und Nová Rudná zum 24. November 1990 wieder von Světlá Hora los und bildeten die Gemeinde Rudná pod Pradědem. Im Jahre 1991 hatte die Gemeinde 398 Einwohner und bestand aus 88 Häusern. Seit dem 18. März 1997 werden Stará Rudná und Nová Rudná als Ortsteile von Rudná pod Pradědem geführt. Beim Zensus von 2011 lebten in den 123 Häusern der Gemeinde 369 Personen, davon 355 in Stará Rudná (104 Häuser) und 14 in Nová Rudná (19 Häuser).

## Gemeindegliederung
Die Gemeinde Rudná pod Pradědem besteht aus den Ortsteilen Nová Rudná (Neu Vogelseifen) und Stará Rudná (Alt Vogelseifen), die zugleich auch Katastralbezirke bilden.

## Sehenswürdigkeiten
- Kirche Johannes des Täufers in Stará Rudná, sie wurde 1655 errichtet und erhielt ihre heutige Gestalt beim Umbau von 1812
- Pfarrhaus in Stará Rudná
- Ehemaliges Erbgericht in Stará Rudná
- Statue des hl. Johannes von Nepomuk in Stará Rudná, geschaffen 1744
- Hans-Kudlich-Gedenkstein neben der Kirche, er wurde 1898 anlässlich des 50-jährigen Thronjubiläums von Franz Joseph I. als Kaiser Franz Joseph Gedenkstein enthüllt und nach dem Ersten Weltkrieg auf den Bauernbefreier Hans Kudlich umgewidmet.
- Schulgebäude in Stará Rudná, errichtet 1906
- Hölzerne Kapelle in Nová Rudná

## Schutzgebiete
- Naturdenkmal Morgenland